# Miass
Miass (în rusă Миасс) este un oraș din regiunea Celeabinsk, Federația Rusă, cu o populație de 158.420 locuitori.